# Мельгёй (графство)
Графство Мельгёй (фр. Comté de Melgueil) — феодальное владение на юге Франции со столицей в городе Могио.

## История
Город Мельгёй сейчас известен как Могио. Тем не менее, в Раннее Средневековье для титулов правивших там графов превалировала древняя римская форма этого топонима — Магелон. Магелонский собор был построен на территории графства Мельгёй теперь частично разрушен. Город Монпелье также появился в этой области.
Первые упоминания о графах Мельгёйля в первичных источниках приходятся на конец VIII века. Родственная связь нескольких первых известных графов не установлена. О этих правителях практически ничего не известно, также нигде не упоминается время правления большинства из них. В начале X века графом Мельгёя стал первый граф из дома де Мельгёй Бернар I.

Мельгёй в составе владений Бернара Септиманского в 826—832

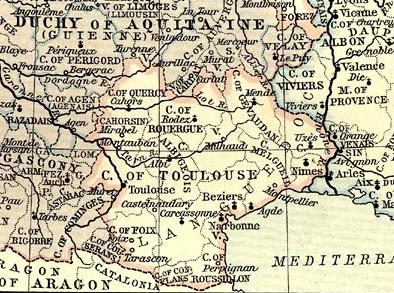
Графство Мельгёй на карте Тулузского графства, 1154

Все последующие графы были предположительно его потомками, однако отцовство нескольких графов, сменивших Бернара I находится под сомнением. Однако следует предположить, что именно он стал родоначальником дома де Мельгёй.
Он передал графство своему сыну Беренгеру I. Он имел двух сыновей, Беренгера II и Бернара II. Так как Беренгер II не оставил наследников, графство перешло к его брату Бернару II. Согласно Сеттипани Бернар был отцом упоминаемого умершим 20 февраля 989 года сына некоей Сенегонды, пережившей его. Если учесть, что жену Бернара II звали Сенегондой, то вполне вероятно, что этот человек был его сыном.
Возможно, он скончался раннее своего отца, еще 26 ноября 985 года. Тогда не удивительно, что преемником Бернара II, умершего раннее 989, стал Бернар III, его предполагемый внук. Сыном Бернара III был Раймунд I, в свою очередь унаследовавший графство. 27 апреля 1085 года Пьер де Мельгёй, сын Раймунда I, признал сюзеренитет папы римского Грегория VII и присягнул ему на верность.
Следующим графом стал Раймунд II, сын Пьера. Посел его смерти около 1120 года Мельгёем завладел его сын Бернар IV. В 1132 году графиней стала его дочь Беатриса де Мельгёй. После её смерти около 1190 года, графство Мельгёй перешло к её супругу Бернару де Нарбонн-Пеле, сеньору Аля.
Он дал начало непродолжительной ветви, правящей в Мельгёе. В 1170/1172 году, графиня Беатриса, овдовеевшая супруга Бернара II и обездоленная её сыном Бертраном передала графство своей дочери Эрмессинде. В 1172 году она вышла замуж за Раймунда VI Тулузского. Она умерла в 1176 году, и Раймунд VI объявил себя графом Мельгёя.
Бертран, сын Беатрисы, безуспешно оспаривал территории, перешедшие к графству Тулуза и обеспечил себя поддержкой Альфонсо II, король Арагона, которому присягнул на верность в 1172/1183 году. Графы Тулузы владели Мельгёем до 1211 года, когда папа Иннокентий III преобразовал графство Мельгёй в епископство Магелон.

## Список графов Мельгёя

### Первые графы
- в 752 : Айгульф (отец Бенедикта Анианского)
- Амикус
- Роберт
- Адольф
- Эрнст
- Эверард

### Дом де Мельгёй
- ?—после 922 : Бернар I
- после 922—ок. 947/980 : Беренгер I (ум. 947/980), сын предыдущего
- 947/980—до 980 : Беренгер II (ум. до 980), сын предыдущего
- до 980—до 989 : Бернар II, брат предыдущего
- до 989—до 1048 : Бернар III (ум. до 1048), внук предыдущего
- до 1048—до. 1079 : Раймунд I (ум. до 1079), брат предыдущего
- до 1079—после 1085 : Пьер (ум. ок. 1085), сын предыдущего
- после 1085—1120 : Раймунд II (ум. ок. 1120), сын предыдущего
- 1120—1132 : Бернар IV (ум. ок. 1132), сын предыдущего
- 1132—ок. 1190 : Беатриса (ум. ок. 1190), дочь предыдущего

### Дом де Нарбонн-Пеле
- ок. 1190—1170/1172: Бернар II (ум. 1170/1172), супруг предыдущей
- 1170/1172—1176 : Эрмессинда (ум. 1176)

1176—1222 : Раймунд VI (ум. 1222), граф Тулузы, супруг предыдущей
Со смертью Эрмессинды графство Мельгёй слилось с графством Тулуза.